# Metania melloleitaoi
Metania melloleitaoi är en svampdjursart som beskrevs av Machado 1945. Metania melloleitaoi ingår i släktet Metania och familjen Metaniidae.
Artens utbredningsområde är havet utanför Brasilien. Inga underarter finns listade i Catalogue of Life.